# Mammea cauliflora
Mammea cauliflora är en tvåhjärtbladig växtart som först beskrevs av John Gilbert Baker, och fick sitt nu gällande namn av P.F.Stevens. Mammea cauliflora ingår i släktet Mammea och familjen Calophyllaceae. Inga underarter finns listade i Catalogue of Life.